# Гоита, Ассими
Ассими Гоита (фр. Assimi Goita; род. 9 ноября 1983) — малийский военный и государственный деятель, экс-председатель Национального комитета спасения народа Мали, захватившего власть после государственного переворота в 2020 году. С 25 мая 2021 года фактический глава государства.

## Биография
Родился 9 ноября 1983 г. году (Мали), в семье армейского капитана, старший ребёнок в семье. Вырос в Куликоро, куда по службе перевели отца. Начиная с 1992 посещал среднюю военную школу, затем военное училище в Кати и общевойсковое военное училище в городе Куликоро, где выбрал в качестве специализации бронетанковые войска. Прошёл подготовительные курсы во Франции и Германии. Женат, отец троих детей.

### Военная служба
По окончании учёбы, в 2002—2008 годах служил на севере страны, в районе пустыни, сначала в 134-м разведбатальоне в Гао, с 2005 в 123-м разведбатальоне в Кидале в качестве заместителя командира. В 2008 году назначен командиром мобильной тактической группы, отвечающей за борьбу с террористическими группировками и наркоторговцами на границе с Алжиром.
Являлся полковником в подразделении специального назначения Вооружённых сил Мали.
В 2011—2013 годах — руководитель подразделения снабжения полка. В ходе успешно выполненных заданий и операций в ходе боестолкновений с туарегами в северо-восточных областях страны перешёл на службу в спецназ. Прошёл переподготовку и спецкурсы в Германии, США и Габоне.
В 2014—2015 годах — начальник оперативного отдела Сухопутного штаба войск Мали. В 2015, после теракта в отеле Radisson Blu, откомандирован в качестве координатора специальных операций из Министерства обороны в Министерство безопасности.
В 2016—2017 годах возглавлял подразделение спецназа, базирующееся в Софара. Координировал тактическими группами в рамках операции «Бархан», для борьбы с исламистскими радикалами на границе с Нигером и Буркина-Фасо.
На момент переворота — командир автономного батальона сил специального назначения и центров повышения квалификации (BAFS-CA), созданного в мае 2018 и базирующегося в Софара (центральная часть Мали, где армия нередко обвинялась во внесудебных казнях повстанцев). Одновременно — заместитель начальника штаба армии, известный в вооружённых силах. Характеризовался как спокойный и вдумчивый офицер, не чурающийся общения с рядовым составом.

### События 2020 года
С 19 августа 2020 года в результате военного переворота назначен Председателем Национального комитета спасения народа, пообещавшего провести новые всеобщие выборы. Переворот был активно поддержан населением, участвовавшим перед этим в многочисленных антиправительственных митингах и демонстрациях.
В ходе последовавших трёхдневных переговоров с делегацией ЭКОВАС соглашения о переходном периоде и возвращении гражданских лиц к власти достигнуто не было (в частности, освобождённый бывший президент Мамаду Кейта отказался возвращаться к власти).
24 августа НКСН провозгласил А. Гоиту главой государства. С началом работы нового парламента распустил военно-политический орган. Несколько его соратников были назначены в правительство Моктара Уана. 21 сентября был назначен вице-президентом страны «на переходный период» (принял присягу 25 сентября).
25 сентября временным президентом страны был провозглашён Ба Ндау, вице-президентом — А. Гоита (без права сменить президента в случае появления вакансии), премьер-министром — Моктар Уан. Переходная хартия предусматривала, в частности, что ни президент, ни вице-президент переходного периода не могут баллотироваться на президентских выборах по его завершении. После этого ЭКОВАС отменила санкции.
5 декабря начал работу Национальный переходный совет (НПС, временный законодательный орган).

### События 2021 года
13 января 2021 года ЭКОВАС призвала к роспуску НКСН, что было объявлено указом через пять дней.
В начале мая правительство ушло в отставку, но затем Моктар Уан был переназначен премьер-министром, несмотря на противодействие военных и А. Гоиты.
С началом перестановок в составе правительства (были отправлены в отставку вице-председатели НКСН полковники Садио Комара и Модибо Коне, занимавшие посты министров обороны и безопасности), 25 мая 2021 года А. Гоита объявил о низложении переходного президента Ба Ндау и премьер-министра Моктара Уана, обвинив их в «саботаже переходного периода» (накануне они были арестованы и доставлены на военную базу в Кати).
Заявил, что вынужден был взять власть, так как «нейтральных гражданских» политиков в стране нет, а находившиеся у власти пошли на компромисс с представителями старого режима. Переворот был снова поддержан жителями страны.
28 мая Конституционный суд Мали объявил полковника Ассими Гоиту временным президентом страны «до завершения переходных процессов». Тогда же А. Гоита объявил, что пост премьер-министра будет выделен представителю оппозиционного «Движения 5 июня — Объединения патриотических сил» (7 июня этот пост занял Шогель Кокалла Маига), а также связался с Национальным союзом рабочих Мали, который организовал забастовки в его поддержку.
10 июня 2021 года президент Франции Эмманюэль Макрон объявил о завершении операции «Бархан», выводе из Сахеля 5100 французских военнослужащих и пересмотре форм присутствия Франции в регионе. В результате осенью Мали обратилась за всесторонней, в частности, военной помощью к России и российским ЧВК.
В июле 2021 года А. Гоита пережил покушение.
В декабре 2021 года «Национальная ассамблея возрождения», организованная НПС, предложила продлить переходный период с шести месяцев до 5 лет для проведения политических реформ. А. Гоита поддержал предложение и предложил провести конституционный референдум в январе 2024 года, выборы в законодательные и сенаторские органы — в ноябре 2025 года, а президентские — в декабре 2026 года. В ответ внеочередной саммит стран ЭКОВАС в январе 2022 года принял решение закрыть границы с Мали, отозвать послов и ввести экономическую блокаду.
21 февраля в переходный устав были внесены поправки, продлевающие переходный период на неопределенный срок до пяти лет. Более того, А. Гоита официально лишился права участвовать в следующих президентских выборах, если только он не уйдёт в отставку. Также была объявлена амнистия в пользу «всех участников событий» 18 августа 2020 и 24 мая 2021 года (то есть двух путчей), упразднён пост вице-президента, а преемником временного президента объявлен глава НПС.
В ночь с 11 на 12 мая 2022 года верные А. Гоите войска подавили попытку переворота со стороны «группы антипрогрессивных офицеров и унтер-офицеров», поддержанных неназванным «западным государством». 13 мая в Бамако была организована демонстрация с призывом к прекращению «французского военного присутствия», в ходе которой скандировались лозунги в поддержку А. Гоиты и его союзника — России.